# 홍기준
홍기준(1978년 4월 13일 ~ )은 대한민국의 모델 겸 배우이다.

## 학력
- 쉐프킨연극대학교 연기과 졸업
- 슈우킨연극대학교 대학원 석사

## 출연작

### 영화
- 《경관의 피》 (2022년) -  용회장역
- 《유체이탈자》 (2021년) - 고 중사 역 (박 실장의 왼팔)
- 《신의 한 수: 귀수편》 (2019년) - 갈고리눈 역
- 《롱 리브 더 킹: 목포 영웅》 (2019년) - 정철민 역
- 《공작》 (2018년) - 후임장교 역
- 《범죄도시》 (2017년) - 박병식 역 (첫 번째 마석도의 오른팔)
- 《임금님의 사건수첩》 (2017년) - 대전내관 역
- 《프리즌》 (2017년) - 법당죄수 역
- 《인천상륙작전》 (2016년) - 의사 1 역
- 《특별수사: 사형수의 편지》 (2016년) - 감독관 역
- 《섬. 사라진 사람들》 (2016년) - 군청직원 역
- 《나의 독재자》 (2014년) - 전기고문 역
- 《만찬》 (2014년) - 형사 2 역
- 《공정사회》 (2013년) - 황 기자 역
- 《박수건달》 (2013년) - 기타귀신 역
- 《잡담》 (2011년)
- 《독개구리》 (2011년)
- 《모비딕》 (2011년) - 기자 1 역
- 《혈투》 (2011년) - 청군 1 역
- 《꽃비》 (2010년)
- 《말보로 전쟁》 (2009년) - 최철권 역
- 《좋은 놈, 나쁜 놈, 이상한 놈》 (2008년) - 창이파 역
- 《보일, 보일드, 보일러》 (2007년) - 생물 선생님 역
- 《열한번째 엄마》 (2007년) - 사진사 역
- 《상어》 (2007년) - 준구 역
- 《우리 쫑내자!》 (2006년)
- 《천하장사 마돈나》 (2006년) - 경찰 역
- 《텍사스, 여름, 음행을 피하는 신학생 부부 입술의 모든 말》 (2004년)

### 드라마
- 《파인: 촌뜨기들》 (2025년, 디즈니+) - 황태산 역
- 《아무도 없는 숲속에서》 (2024년, Netflix) - 지향철 역
- 《카지노》 (2022년, Disney+) - 이상구 역
- 《커튼콜》 (2022년, KBS2) - (특별출연)
- 《하이에나》 (2020년, SBS)
- 《스토브리그》 (2019년, SBS) - 장진우 역
- 《서른이지만 열일곱입니다》 (2018년, SBS) - 트럭운전사 역
- 《추리의 여왕 2》 (2018년, KBS2) - 육승화 경사 역
- 《킹덤》 (2019년, Netflix) - 훈련대장 역
- 《여자의 비밀》 (2017년, KBS) - 경찰 역[2]
- 《언니는 살아있다》 (2017년, SBS)
- 《다시 시작해》 (2016년, MBC) - 경찰 역[3]
- 《옥중화》 (2016년, MBC)
- 《아이가 다섯》 (2015년, KBS2)
- 《한번 더 해피엔딩》 (2015년, MBC) - 소개팅남 역
- 《내 딸, 금사월》 (2015년, MBC) - 관리팀장 역
- 《징비록》 (2015년, KBS1)
- 《전설의 마녀》 (2014년~2015년, MBC) - 형사 역
- 《조선 총잡이》 (2014년, KBS2) - 최원신의 수하 역
- 《정도전》 (2014년, KBS1) - 전령 역
- 《감격시대: 투신의 탄생》 (2013년, MBC) - 왕백산의 비서 역
- 《투윅스》 (2013년, MBC) - 한 계장 역
- 《특수사건 전담반 TEN 2》 (2013년, OCN) - 경찰 역